# 圣彼得罗-罗马诺堡

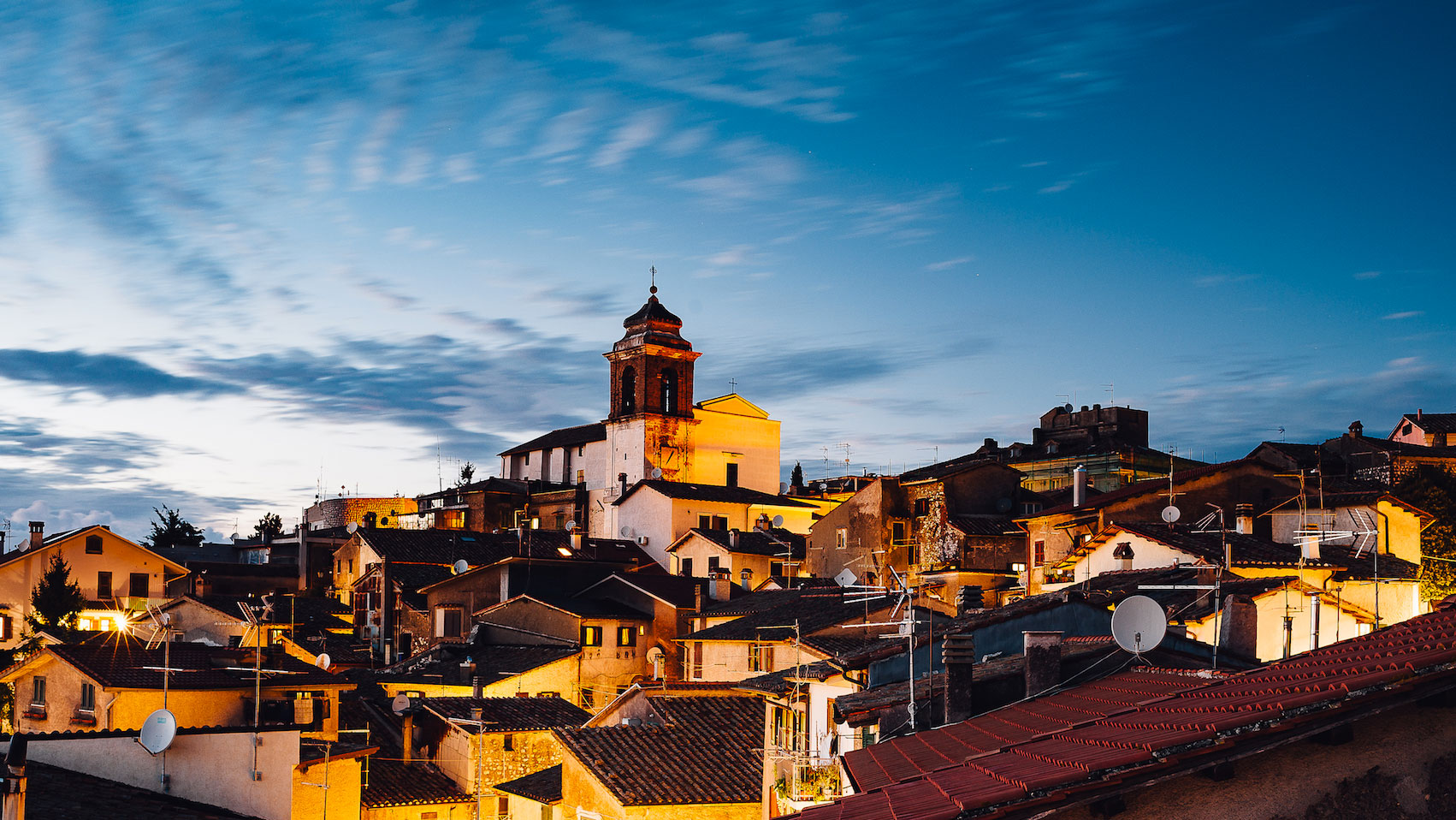
全景图

圣彼得罗-罗马诺堡（義大利語：Castel San Pietro Romano）是意大利拉齐奥大区罗马首都广域市的一个市镇，面积15.1平方公里，人口776人（2004年）。